# 泰阜ダム
泰阜ダム（やすおかダム）は、長野県下伊那郡泰阜村と阿南町との境、一級河川・天竜川水系天竜川に建設されたダム。高さ50メートルの重力式コンクリートダムで、中部電力の発電用ダムである。同社の水力発電所・泰阜発電所に送水し、最大5万2,500キロワットの電力を発生する。

## 歴史
天竜川水系における電源開発は「日本の電力王」こと福澤桃介によって手掛けられた。木曽川の電源開発で名を上げた桃介は、天竜川の豊富な水量に以前から着目しており、晩年になってようやく天竜川水系の開発に着手した。桃介は天竜川電力を設立し、1927年（昭和2年）に南向発電所の建設に着手したが、その建設工事に必要な電力を供給するためとして1925年（大正14年）に設置した大久保発電所・大久保ダム（小堰堤）が天竜川水系の電源開発の第一歩である。その後、南向発電所・南向ダム（小堰堤）を1929年（昭和4年）に完成させたが、桃介が直接携わった電力事業はこれが最後となった。彼の意思を継いだ天竜川電力はやがて矢作水力へと合併。引き続き電源開発を進め、天竜川水系初の本格的ダム式発電所である泰阜発電所・泰阜ダムの建設を開始した。1931年（昭和6年）より天竜峡の下流部に建設が開始され、1935年（昭和10年）に完成した。泰阜ダムの完成に伴い、かつての名物であった天竜川の水運、いかだ下りによる木材運搬は途絶することになった。
その後も天竜川の電源開発は進み、1936年（昭和11年）には支流の岩倉川に岩倉ダムが建設され、1938年（昭和13年）には泰阜ダムの直下流において平岡ダムの建設が開始される。この間、電力国家統制策によりダム・発電所は日本発送電に接収されるが、戦後は連合国軍最高司令官総司令部 (GHQ) による過度経済力集中排除法により分割・民営化され、以後中部電力によって管理・運営されていく。

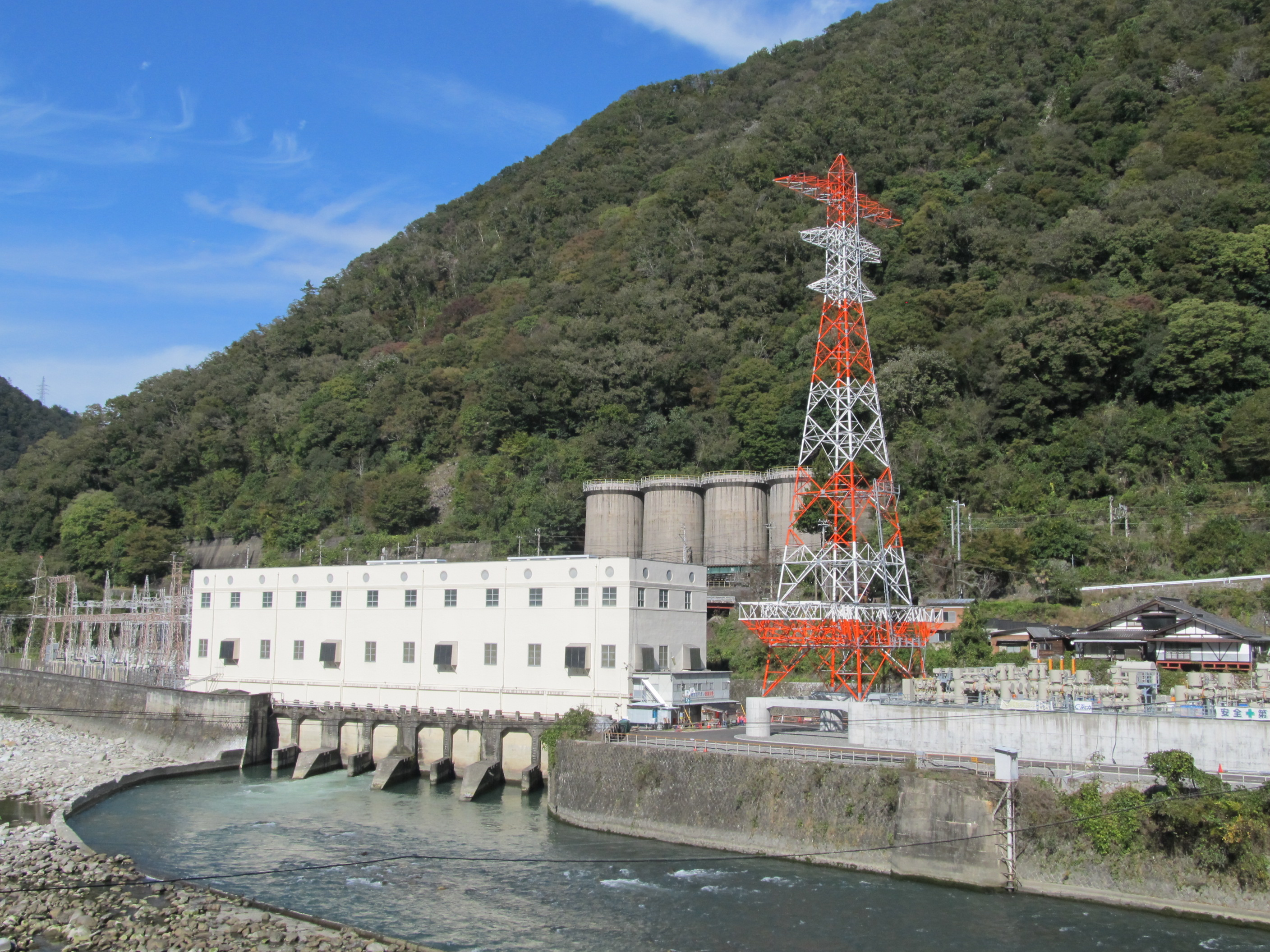
泰阜発電所
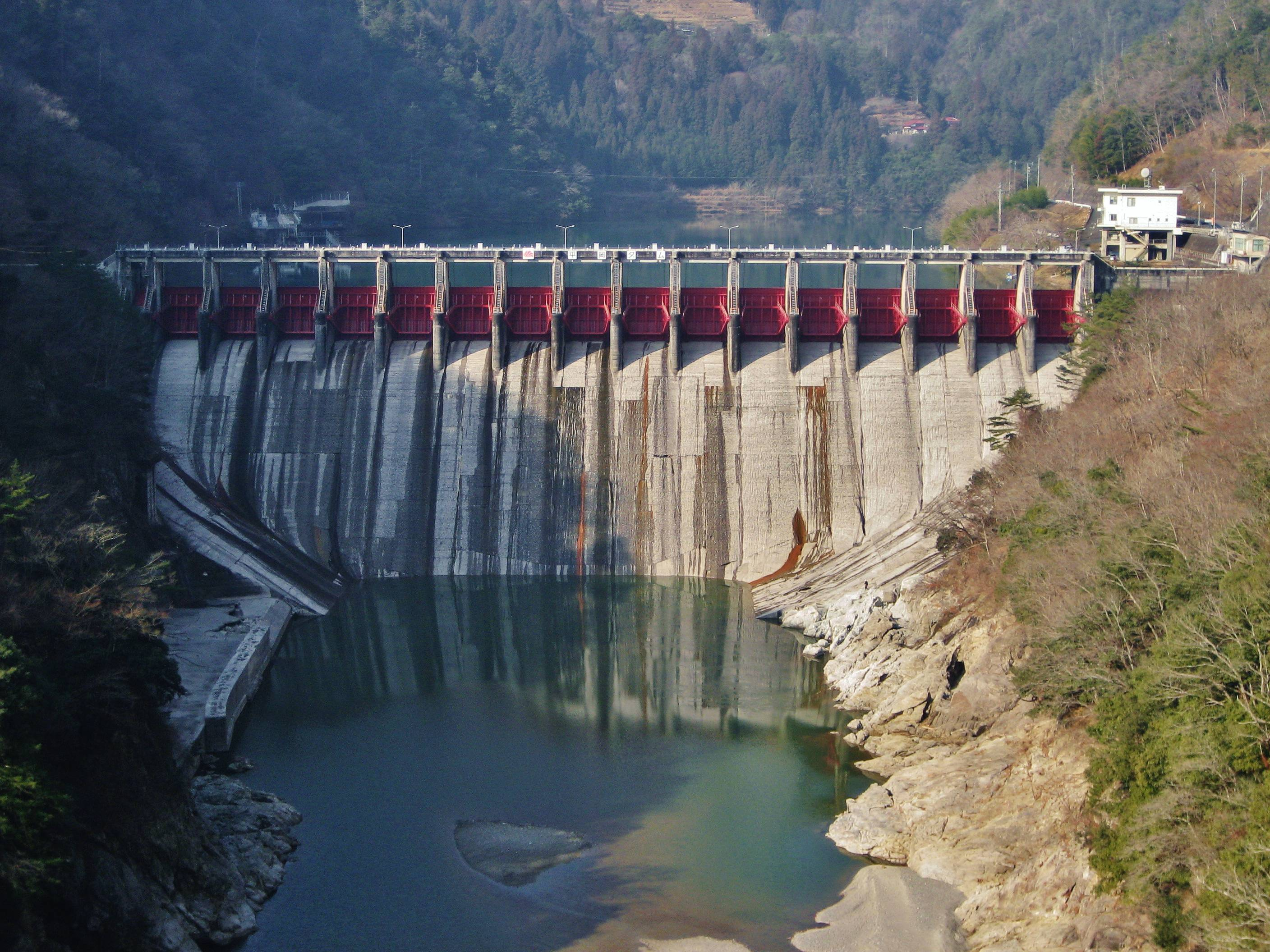
平岡ダム

## 諸問題

### 堆砂
泰阜ダムは平岡ダムと同様に日本で有数の堆砂が進行しているダムであり、発電運用に支障はないものの、堆砂率は84パーセントにも及ぶ。これはダム湖上流、中川村で天竜川に合流する小渋川によるものである。小渋川上流は日本屈指の土砂崩落地域であり、ここに建設された小渋ダム（国土交通省中部地方整備局）も急激な堆砂に悩まされ、目下排砂のためのトンネル建設が進められている。
ダム堆砂と水害の関連も示唆されており、特に1961年（昭和36年）の「三六災害」による飯田市などの浸水被害は泰阜ダムの堆砂が原因ではないのかという指摘や批判が相次いだ。原因は結局天竜峡の狭窄部や小渋川の治水対策の遅れなどによるものとされたが、ダム堆砂対策は今後の課題となっている。

### ダムの摩耗
ダム本体は完成から75年経過しているが、天端付近に並ぶ赤いゲートから下の越流部は完成時のようにコンクリートが白い。これは放流する際に、土砂が水とともにダム表面のコンクリートを削り取ってゆくためであり、土砂流出の多さ・激しさを物語っている。三六水害後は土砂の粒の大きさが大きくなり、摩耗の進行に拍車が掛かっていた。1968年（昭和43年）の調査において、摩耗した厚みは平均して20センチメートル、局部的ながら2.6メートルにも達する箇所があった。中部電力はコンクリートの摩耗がダムの安定性に影響するか計算したところ、現状よりもさらに1メートル摩耗しても安全上問題ないとの結論に至った。しかし、この事実を朝日新聞が大々的に報道したことがきっかけで波紋が広がり、国会の建設委員会で問題視されるようになった。
中部電力は建設省（現・国土交通省）や電力中央研究所と「泰阜ダム補修対策調査団」を編成。現地調査結果や下流住民の安全を考慮し、1億5,700万円を投じて泰阜ダムの補修作業を実施することにした。補修工事の内容は摩耗したダム表面に新たなコンクリートを打設するというものであり、1969年（昭和44年）に着工、1970年（昭和45年）に完工した。